# Dyssodia porophyllum
La árnica del monte o Dyssodia porophyllum  es una especie de planta fanerógamas de la familia de las asteráceas. Es originaria de México.

## Descripción
Son hierbas anuales, erectas con ramas patentes, el follaje con un fuerte olor acre; tallos de 0.5–1 m de alto, muy frondosos, estriados, glabros. Hojas opuestas en la parte inferior, alternas en la superior, de 2–6.5 cm de largo, pinnatidivididas en 7–13 lobos angostos, frecuentemente con una cerda en el ápice, los lobos frecuentemente dentados o secundariamente divididos, punteados con glándulas ovadas en los senos entre los lobos y cerca de los ápices de los lobos; sésiles. Capitulescencias una cima corimbiforme abierta, pedúnculos 3–11 cm de largo, con bractéolas dispersas foliáceas a setiformes; capítulos inconspicuamente radiados, 0.8–1.5 cm de alto; involucros cilíndricos a turbinados, 0.8–2 cm de ancho, abrazados por una serie de bractéolas marginado-setosas, cada una con una glándula grande central; filarias 12–20, ampliamente lanceoladas, agudas, connadas cerca de 2/3 de su longitud, carinadas, punteadas en la quilla con una glándula grande subapical y generalmente con 2 glándulas laterales más pequeñas, el ápice de la quilla distalmente prolongado sobre la glándula formando un apéndice corniculado; receptáculos convexos, con numerosas escamas cortamente agudas; flósculos del radio ca 13, las lígulas ovadas, inconspicuas, de 3 mm de largo, amarillas a anaranjadas, el tubo delgado, ca 4 mm de largo; flósculos del disco 30–60, las corolas 7–9 mm de largo, igualmente 5-lobadas, amarillas. Aquenios 4–5.5 mm de largo, estriados, glabros o casi glabros; vilano de 2 series desiguales, la exterior de ca 10 escamas erosas 1 mm de largo, a veces con 1–3 aristas cortas, la interna de ca 10 escamas, cada una dividida en 5–9 cerdas hasta 6.5 mm de largo.

## Distribución y hábitat
Es originaria de México, está presente en climas semicálidos a los 1500 metros, donde crece asociada al bosque mesófilo de montaña y bosque espinoso.

## Propiedades
Sus aplicaciones medicinales incluyen afecciones de la piel, como granos y sabañones. También se usa para lavar heridas a fin de favorecer la cicatrización. Con este propósito se hace una cocción con la parte aérea, fresca o seca, que se hierve por 3 o 4 minutos, se deja reposar mientras que las heridas se limpian con agua y jabón; se lavan con esta cocción las veces que sean necesarias. En golpes, contusiones por accidentes de campo y en granos (para que se apaguen), se unta una pomada preparada con la planta macerada revuelta con manteca. 
Para la enfermedad cultural mal de aire, se utilizan las ramas, junto con las de albahaca (Ocimum basilicum), Ruta (sp. n/r), epazotillo (Hyptis verticillata), aguacate oloroso (Persea americana), cedro (Cedrela odorata), escobilla (Parthenium hysterophorus), manzanilla (Matricaria chamomilla), muicle (Justicia spicigera), tabaco (Nicotiana tabacum), vergonzosa (Mimosa albida), ajo (Allium sativum) sauco (Sambucus mexicana), flor de muerto (Tagetes erecta), limón (Citrus aurantifolia), laurel (Litsea sp), laurel cimarrón (Citharexylum berlandieri), romero (Salvia rosmarinus) y hierba del zorrillo (Dyssodia porophylla); ya sean frescas o secas, con ellas se ”barre” a la persona de la cabeza a los pies, haciendo movimiento hacia afuera del cuerpo. Las plantas son acompañadas por un huevo, con el cual también limpian al paciente; su función es recoger ese mal viento del cuerpo. Después de la curación tiran las hierbas y el huevo lejos del hogar en un crucero de cuatro caminos. 
Química
En la planta completa de D. porophylla se han detectado cinco compuestos azufrados derivados del tiofeno.

## Taxonomía
Dyssodia porophyllum fue descrita por (Cav.) Cav.  y publicado en Anales de Ciencias Naturales 6: 334. 1803.
Sinonimia
- Boebera alternifolia Moc. & Sessé ex DC.
- Dyssodia porophyllum Willd.
- Dyssodia porophyllum subsp. porophyllum
- Dyssodia porophyllum var. porophyllum
- Lebetina porophyllum (Cav.) A.Nelson[5]